# میشائیل آندریاس بارکلی دو تولی

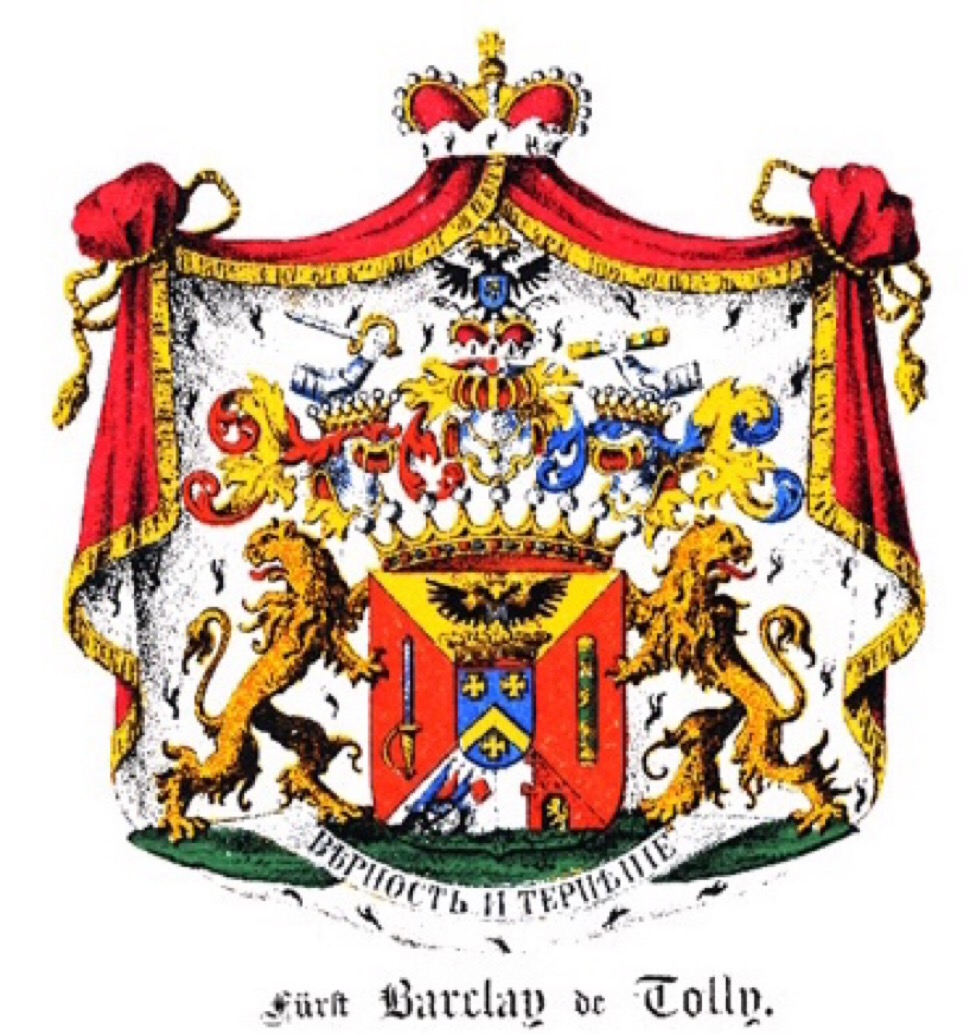
نشان خانواده شاهزاده بارکلی دو تولی در سال ۱۸۱۵، در کتاب نشان بالتیک اثر کارل آروید فون کلینگ اسپور در سال ۱۸۸۲

شاهزاده مایکل آندریاس بارکلی د تالی [nb 1] ( آلمانی: Fürst Michael Andreas Barclay de Tolly  ; ۲۷ دسامبر [سبک قدیمی: ۱۶ دسامبر] ۱۷۶۱-۲۶ می [سبک قدیمی: ۱۴ می] ۱۸۱۸) یک سرباز روسی امپراتوری آلمانی و اسکاتلندی بالتیک بود که در جریان حمله فرانسه به روسیه و جنگ ائتلاف ششم، فرمانده کل و وزیر جنگ امپراتوری روسیه بود. بارکلی تعدادی اصلاحات را در این مدت به اجرا درآورد که سیستم تدارکاتی را در ارتش بهبود بخشید، تعداد نیروهای ارتش را دو برابر کرد و اصول آموزشی رزمی جدیدی را اجرا کرد. او همچنین فرماندار کل فنلاند بود.
او در یک خانواده نجیب آلمانی زبان از لیوونیا متولد شد که تبار اسکاتلندی داشتند. پدرش اولین کسی از خانواده اش بود که در اشراف روسیه پذیرفته شد. بارکلی در سن جوانی در سال ۱۷۷۶ به ارتش امپراتوری روسیه پیوست. او در جنگ روسیه و عثمانی ، جنگ روسیه و سوئد و قیام کوشیوسکو (۱۷۹۴) خدمت کرد.
در سال ۱۸۰۶ بارکلی فرماندهی جنگ‌های ناپلئونی را آغاز کرد و خود را در نبرد پولتوسک در همان سال متمایز کرد. او در نبرد ایلاو در سال ۱۸۰۷ مجروح شد، در حالی که نیروهایش در حال پوشش عقب نشینی ارتش روسیه بودند. به خاطر جراحاتش مجبور شد فرماندهی را ترک کند. سال بعد در جنگ فنلاند علیه سوئد عملیات موفقیت آمیزی انجام داد. بارکلی تعداد زیادی از سربازان روسی تقریباً ۱۰۰ نفر را رهبری می کرد کیلومتر در سراسر خلیج بوتنی در زمستان در طول طوفان برفی. برای دستاوردهای خود، بارکلی د تولی به عنوان فرماندار کل دوک نشین بزرگ فنلاند منصوب شد. از ۲۰ ژانویه ۱۸۱۰ تا سپتامبر ۱۸۱۲ وزیر جنگ امپراتوری روسیه بود.
هنگامی که تهاجم فرانسه به روسیه در سال ۱۸۱۲ آغاز شد، بارکلی دو تالی فرمانده ارتش اول غرب ، بزرگترین ارتشی بود که با ناپلئون روبرو شد. بارکلی از ابتدای مبارزات انتخاباتی سیاست زمین سوخته را آغاز کرد، اگرچه این امر باعث شد که او در میان روس‌ها محبوبیت نداشته باشد. پس از اینکه نبرد اسمولنسک نتوانست فرانسوی ها را متوقف کند و نارضایتی در میان روس ها همچنان رو به افزایش بود، الکساندر یکم میخائیل کوتوزوف را به عنوان فرمانده کل منصوب کرد، اگرچه بارکلی مسئول ارتش اول باقی ماند. با این حال، کوتوزوف همان عقب نشینی زمین سوخته را تا مسکو ادامه داد، جایی که نبرد بورودینو در همان نزدیکی اتفاق افتاد. بارکلی فرماندهی جناح راست و مرکز ارتش روسیه برای نبرد را بر عهده داشت. پس از عقب نشینی ناپلئون، موفقیت نهایی تاکتیک های بارکلی او را به یک قهرمان در میان روس ها تبدیل کرد. او در سال ۱۸۱۳ پس از نبرد باوتزن به فرماندهی کل قوا رسید و جایگزین ویتگنشتاین شد (که پس از مرگ کوتوزوف در اوایل سال ۱۸۱۳ منصوب شده بود) و تصرف پاریس را رهبری کرد که برای آن فیلد مارشال شد. سلامتی او بعداً رو به افول گذاشت و در سفری به آلمان در سال ۱۸۱۸ درگذشت.

## اوایل زندگی و خانواده
مایکل آندریاس به عنوان پسر گوتارد بارکلی دو تالی (۱۷۳۴-۱۷۸۱) و همسرش مارگارت الیزابت فون اسمیتن (۱۷۳۳-۱۷۷۱) به دنیا آمد. خانواده بارکلی دو تالی از نوادگان قبیله بارکلی از آلمانی‌های بالتیک بودند. جد آنها پیتر بارکلی از تووی، آبردین شایر (Towy یا Tolly؛ گیلی اسکاتلندی: Tollaigh) مهاجرت کرد. ) و در قرن هفدهم در لیوونیا ساکن شد.  او در Pomautsch به دنیا آمد ،   دوک‌نشین کورلند و سمیگالی (پاموشیس کنونی، شهرستان شیائولیای، لیتوانی) و بزرگ‌شده در بکهوف، لیوونی ، امپراتوری روسیه (اکنون یوگوست ، استونی )، که دارایی خانوادگی مادرش بود. تاریخ تولد پذیرفته شده ۲۷ دسامبر ۱۷۶۱ در واقع روز غسل تعمید او در کلیسای لوتری شهر زائومل است.  پدربزرگش ویلهلم بارکلی د تولی به عنوان شهردار ریگا خدمت می کرد، در حالی که پدرش قبل از پذیرفته شدن در صفوف اشراف روسیه توسط تزار در ارتش روسیه خدمت می‌کرد. 
از سال ۱۷۶۵ بارکلی دو تولی جوان در سن پترزبورگ بزرگ شد و توسط عمه اش بزرگ شد. این یک اتفاق رایج در میان پروتستان‌های آلمانی بود و باعث شد که مرد جوان در معرض جامعه بالاتری قرار بگیرد که در استان‌های بالتیک در دسترس نیست. 
فیلد مارشال آینده خدمت فعال خود را در ارتش امپراتوری روسیه در سال ۱۷۷۶ آغاز کرد و بقیه عمر خود را با ارتش سپری کرد.   او دو برادر داشت که در ارتش روسیه نیز خدمت می کردند: اکسل هاینریش بارکلی د تالی که سرلشکر مهندسان بود و اریش یوهان بارکلی د تالی که سرگرد توپخانه بود.

## سابقه خدمات

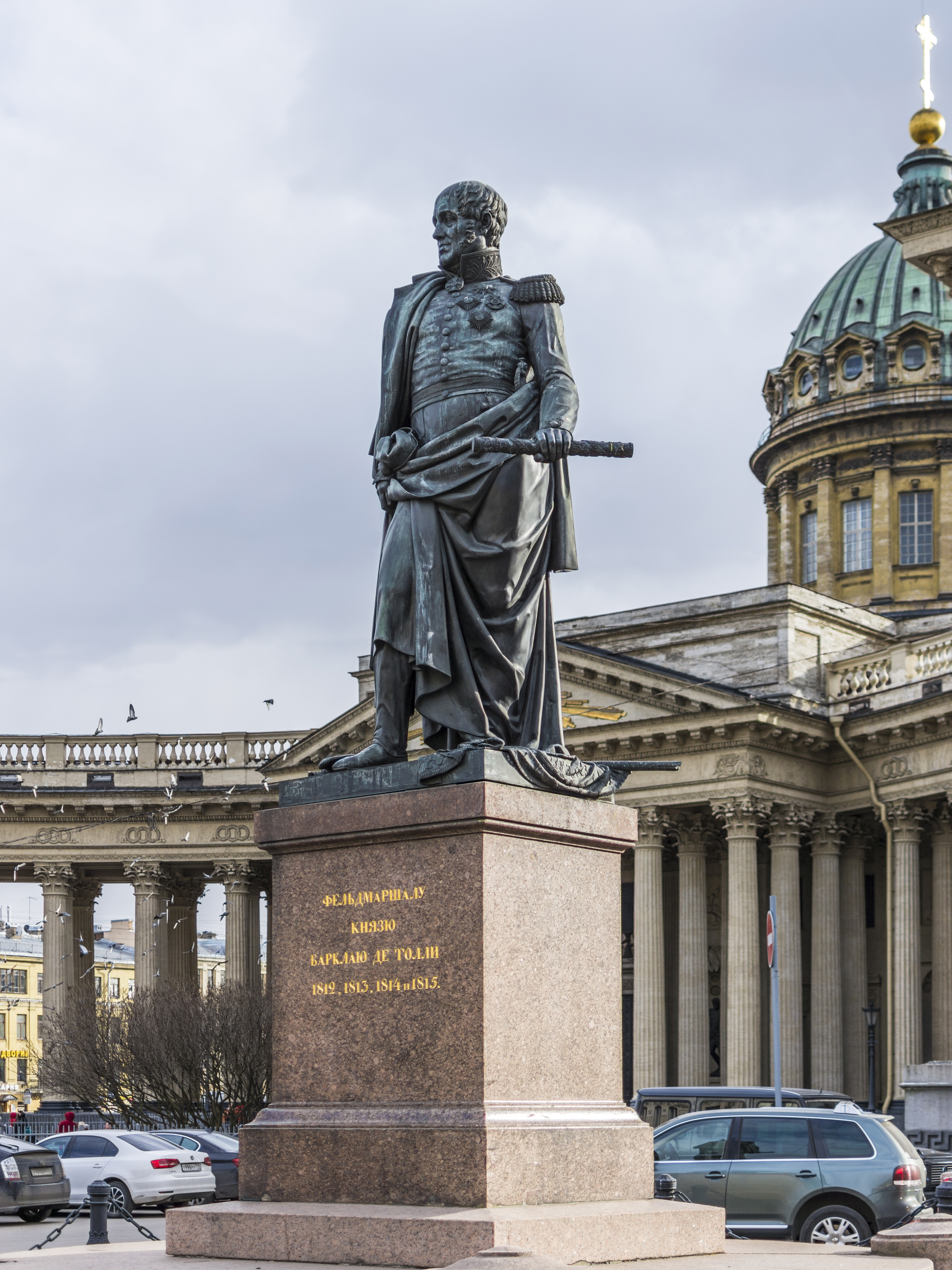
مجسمه بارکلی دو تالی در مقابل کلیسای جامع کازان در سنت پترزبورگ، اثر بوریس اورلوفسکی

بارکلی در ۱۳ مه ۱۷۷۶ در هنگ کارابینیر اسکوف ثبت نام کرد و تا می ۱۷۷۸ به درجه کورنت دست یافت. در همان سال، او به هنگ‌های امپراتوری جیگر پیوست و با واحد خود به ارتش شاهزاده پوتمکین منصوب شد.  در ۱۷۸۸-۱۷۸۹، در طول جنگ روسیه و عثمانی ، بارکلی تحت فرماندهی ویکتور آمادئوس از آنهالت-برنبورگ-شاومبورگ-هویم خدمت کرد. در طول این مبارزات، او خود را در گرفتن اوچاکوف و آکرمن متمایز کرد. برای نقش او در دستگیری اوچاکوف، او شخصاً توسط شاهزاده پوتمکین تجلیل شد.